# Per Skoglund (journalist)
Per Göran Skoglund, född 10 oktober 1981 i Sandviken, är en svensk journalist och programledare inom travsport. Han leder travsändningarna på TV4, ofta tillsammans med Paula Ahlström.
Per Skoglund är gift med Paula Ahlström och de har sonen Ossian tillsammans.